# Фригана
Фригана (на гръцки: φρύγανα – храсталак) е растителна формация, съставена от ниски ксероморфни храсти и полухрасти с участие на треви, сред които има много ефемери, разпространена в Средиземноморието. Във Франция фриганата е известна под името гарига, а в Испания – томилара. Фриганата възниква върху каменисти (чакълести) почви, основно там където горската растителност е унищожена или в резултат от усилена паша на селскостопански животни. Характерните растения съдържат голямо количество ефирни масла (Lamiaceae, лавданови, седефчеви, различни видове пелин), някои са отровни (видове от семейство млечкови) и бодливи (сложноцветни, сграбиче и др.

## Виж още
Егейско-западнотурски склерофилни и смесени гори